# Deer Park (Wisconsin)
Deer Park – wieś w Stanach Zjednoczonych, w stanie Wisconsin, w hrabstwie St. Croix.